# Passo Santa Barbara
Der Passo Santa Barbara ist ein 1169 m s.l.m. hoher Gebirgspass in den italienischen Alpen. Er befindet sich im Trentino und verbindet über die Strada provinciale SP48 „del Monte Velo“ Arco im Westen mit Ronzo-Chienis im Osten.

## Lage und Umgebung
Der Passo Santa Barbara liegt in den Gardaseebergen und verläuft zwischen dem Monte Stivo (2059 m s.l.m.) im Norden und dem Monte Creino (1290 m s.l.m.) im Süden. Der weitläufige Sattel befindet sich auf einer von Wald- und Ackerflächen gekennzeichneten Hochebene, die an der Passhöhe ihren niedrigsten Punkt erreicht. Östlich des Passes liegt das Val di Gresta, westlich das Oltresarca. An der bewaldeten Westseite des Passes, dem Monte Velo, entspringen mehrere Quellen, die den Rio Saloncello speisen, der in die Sarca mündet.
Auf der Passhöhe liegt die namensgebende Feriensiedlung Santa Barbara. Hier zweigt nördlich der Zugang zum Rifugio Stivo ab.

### Auffahrten
Die Westauffahrt beginnt in Bolognano, einer Fraktion der Gemeinde Arco, und führt auf einer schmalen Straße über zahlreiche Kehren an der Westseite des Monte Velo in bewaldetem Gebiet auf die Passhöhe. Nach einem flacheren Kilometer im Bolognano beginnt die Straße deutlich anzusteigen und weist auf einer Länge von 8,5 Kilometern eine durchschnittliche Steigung von 9,2 % auf. Nach rund fünf Kilometern werden maximale Steigungsprozente von bis zu 14 % erreicht. Rund drei Kilometer vor der Passhöhe nimmt die Steigung etwas ab und liegt im Schnitt bei rund 6,5 %. Kurz vor der Kuppe verlässt die Straße den Wald und führt auf einer Lichtung zum höchsten Punkt. Insgesamt liegt die Durchschnittsteigung des 12,7 Kilometer langen Anstiegs bei 8,3 %.
Die Ostauffahrt beginnt in Ronzo-Chienis, hat ihren Ursprung jedoch im Tal-Ort Loppio an der SS240 „di Loppio e Val di Ledro“. Beim Kreisverkehr biegt man rechts ab und erreicht die ersten zehn Kilometer, die auf der SP88 „della Val di Gresta“  bei einer durchschnittlichen Steigung von rund 7 % nach Ronzo-Chienis führen. Kurz vor der Ortseinfahrt zweigt die Straße links auf die SP 48 ab. Nach einem flacheren Kilometer nimmt die Steigung auf den letzten eineinhalb Kilometern deutlich zu und liegt im Schnitt bei über 10 %.

## Geschichte
Der Pass wurde bereits in der Steinzeit begangen, wie einige Steinwerkzeuge belegen, die in den 1980er Jahren bei archäologischen Grabungen entdeckt wurden. Giampaolo Dalmeri ordnet den Fundplatz zwischen dem Jungpaläolithikum und dem Sauveterrien des Frühmesolithikums zu. Nach Dalmieri unterstreicht der Fund zusammen mit anderen Fundplätzen in der Region, die ausgehende menschliche Besiedlung ab der späten Altsteinzeit, die sich in ihrer Frühphase zunächst im Gebirge vollzog.
Im 13. Jahrhundert wurde zum Schutz des Überganges nordwestlich das Castello di Castellino errichtet. Die Burg unterstand als bischöfliches Lehen des Hochstift Trient den Herren von Arco und ist nur noch als spärliche Ruine erhalten. Während des Ersten Weltkrieges verlief am Kamm des südlich des Passes liegenden Monte Creino die österreichisch-ungarische Hauptwiderstandslinie zwischen Gardasee und Etschtal. Zur Versorgung der Linie war am Passo Santa Barbara von der österreichisch-ungarischen Armee ein großes Barackenlager erbaut worden. Im Dezember 1915 wurde auf der Passhöhe eine kleine Ädikula in Form einer Artilleriegranate errichtet und der heiligen Barbara geweiht, die dort immer noch zu sehen ist.
In der zweiten Hälfte des 20. Jahrhunderts entstanden auf dem Sattel zahlreiche Ferienhäuser und -wohnungen. Die so entstandene kleine Ansiedlung wurde in Anlehnung an die Ädikula aus dem Ersten Weltkrieg Santa Barbara, auch S. Barbara geschrieben, benannt, nach der auch der Pass bezeichnet ist.

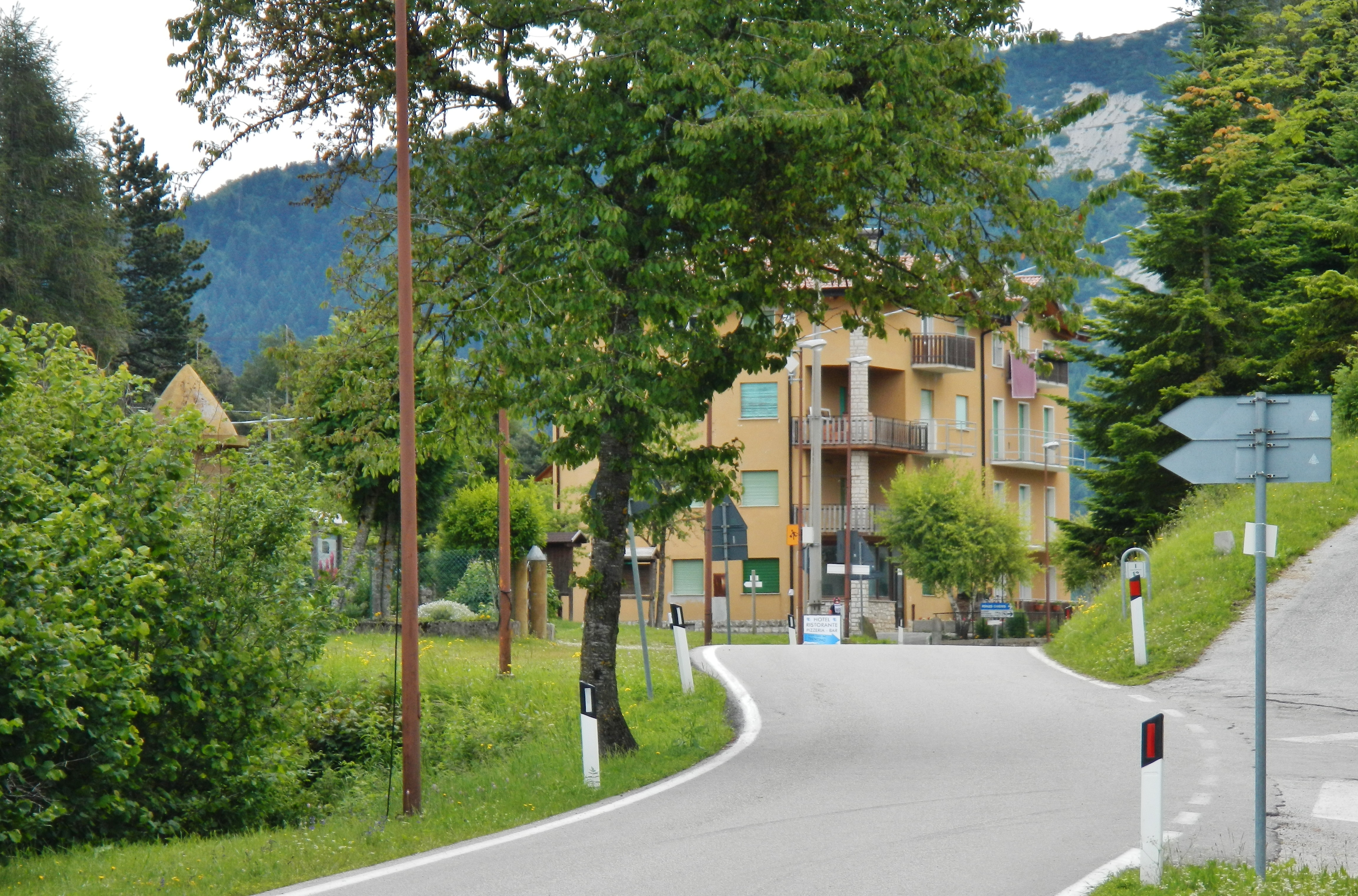
Passhöhe in Fahrtrichtung Ronzo-Chienis
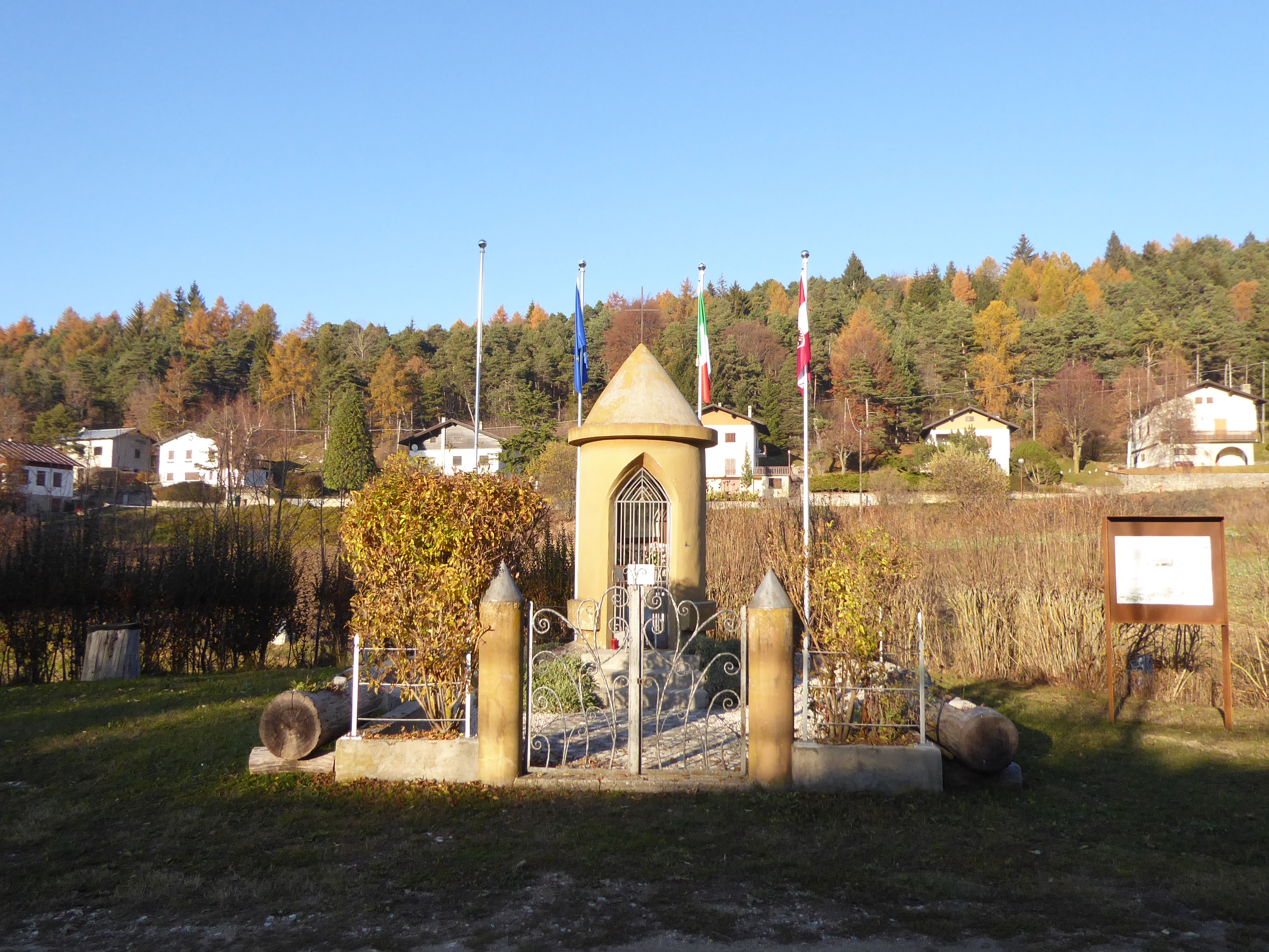
Ädikula in Form einer Artilleriegranate
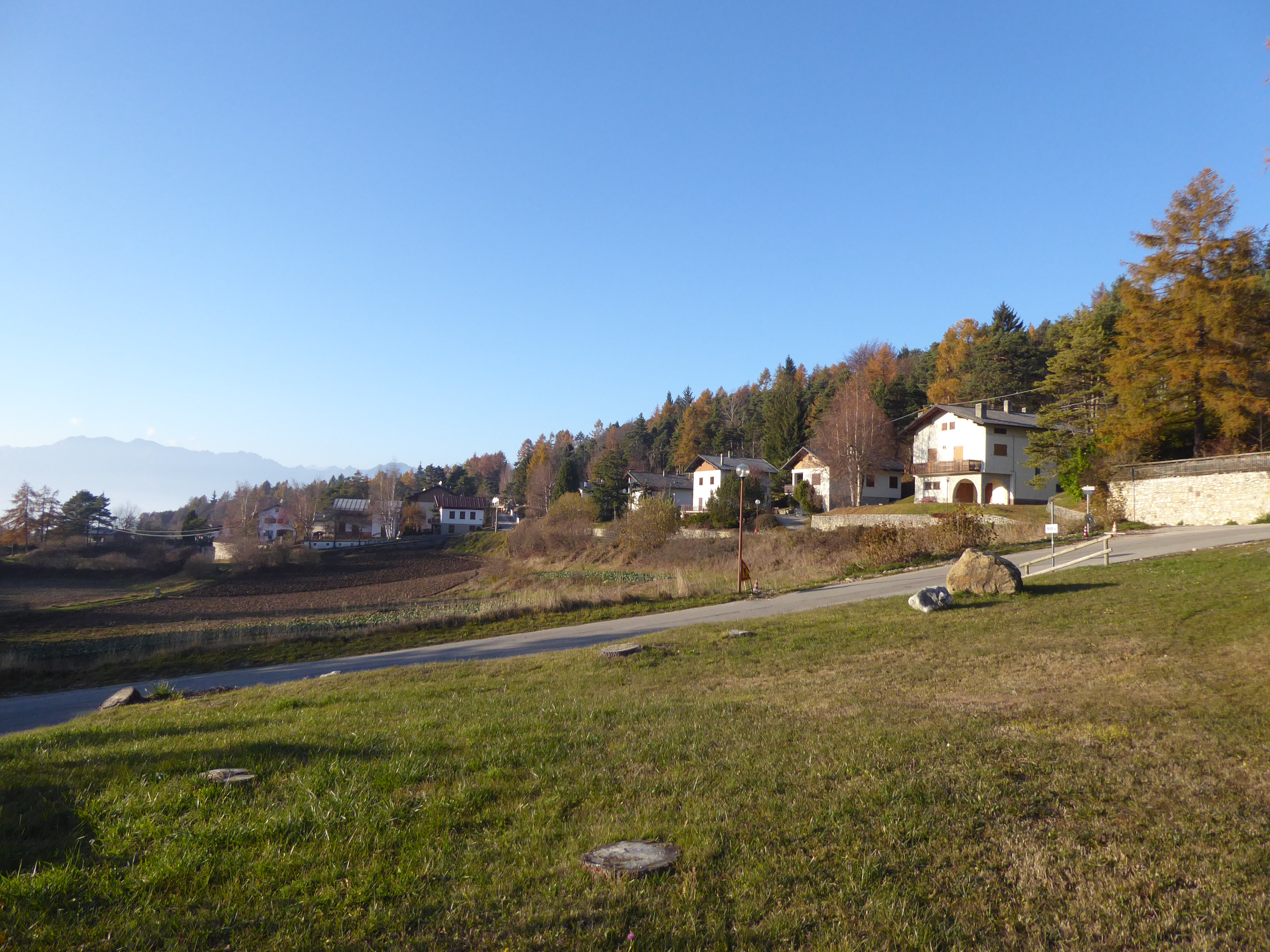
Die an der Nordseite des Sattels gelegene Feriensiedlung

## Radsport
Die Erstbefahrung des Passo Santa Barbara beim Giro d’Italia fand im Jahr 2001 im Rahmen der 14. Etappe statt. Die Strecke führte damals von Cavalese nach Arco, wobei die Südostauffahrt von Loppio die letzte Bergwertung des Tages darstellte und rund 15 Kilometer vor dem Ziel passiert wurde. Die Bergwertung der 1. Kategorie sicherte sich der Spanier Unai Osa, ehe der Kolumbianer Carlos Alberto Contreras die Etappe gewann. Im Jahr 2002 wurde erstmals die Westauffahrt absolviert, ehe die Etappe auf dem Passo Coe (1610 m) zu Ende ging. Die Bergwertung sicherte sich der Mexikaner Julio Pérez Cuapio. Beim Giro d’Italia 2023 wurde die Westauffahrt im Rahmen der 16. Etappe befahren, die mit einer Bergankunft auf dem Monte Bondone endete.
Im Jahr 2025 soll die Westauffahrt erneut als vorletzter Anstieg dienen, ehe sich das Ziel der 16. Etappe auf dem Passo San Valentino befindet. Die Westauffahrt wurde dabei erneut als Bergwertung der 1. Kategorie klassifiziert.
| Jahr | Etappe     | Bergwertung  | Erster am Gipfel   | Auffahrt         |
| ---- | ---------- | ------------ | ------------------ | ---------------- |
| 2001 | 14. Etappe | 1. Kategorie | Unai Osa           | Ost (Loppio)     |
| 2002 | 17. Etappe | 1. Kategorie | Julio Pérez Cuapio | West (Bolognano) |
| 2023 | 16. Etappe | 1. Kategorie | Ben Healy          | West (Bolognano) |
| 2025 | 16. Etappe | 1. Kategorie |                    | West (Bolognano) |